# Media query
En desarrollo web, las media queries son un módulo CSS3 que permite adaptar la representación del contenido a características del dispositivo como la resolución de pantalla (por ejemplo, un smartphone frente a pantallas de alta definición) o la presencia de características de accesibilidad como el braille. Se convirtió en un estándar recomendado por la W3C en junio de 2012. y es un principio básico de la tecnología de Diseño web adaptativo.

## Historia de las media queries
Las media queries se esbozaron por primera vez en la propuesta inicial de CSS de Håkon Wium Lie en 1994, pero no se convirtió en parte de CSS1. La recomendación HTML4 de 1997 muestra un ejemplo de como podría agregarse en el futuro. En el 2000, la W3C comenzó a trabajar en las media queries y también en otro esquema para el soporte de varios dispositivos: CC/PP. Las 2 acciones estaban orientadas al mismo problema, pero CC/PP es centrado en el servidor, mientras los Media Queries están centrados en el cliente. El primer borrador público para Medias Queries fue publicado en 2001, y la especificación se convirtió en una recomendación de la W3C en 2012 después que los navegadores le dieran soporte.

## Uso
Una media query consiste de un media type y una o más expresiones, que implican media features, que se resuelve en true o false. El resultado de la consulta es verdadero si el media type especificado en el media query coincide con el tipo de dispositivo sobre el que el documento está siendo mostrado y todas las expresiones del media query son verdaderas. Cuando un media query es verdadero, se aplica la hoja de estilo correspondiente o las reglas de estilo, siguiendo las reglas normales en cascada.
Esto es un simple ejemplo:
```
@
media
 
screen
 
and
 
(
min-width
:
500px
)
 
{
 
...
 
}

```

## Media types
Un media type puede ser declarado en la cabecera de un documento HTML usando el atributo "media" dentro de un elemento <link>. El valor específico del atributo "media" indica en que dispositivo el documento vinculado será mostrado. Media types también pueden ser declarados dentro de instrucciones de procesamiento XML, el @import at-rule, y el @media at-rule. CSS2 definen los siguientes media types:
- braille
- embossed
- handheld
- print
- projection
- screen
- speech
- tty
- tv

El media type "all" también puede ser usado para indicar que las hojas de estilo apliquen todos los media types.

## Atributos media
La siguiente tabla contiene los atributos media recogidos de la última recomendación de la W3C para media queries, el 6 de junio de 2007.
| Atributo            | Valor                         | Min/Max |
| ------------------- | ----------------------------- | ------- |
| color               | integer                       | si      |
| color-index         | integer                       | si      |
| device-aspect-ratio | integer/integer               | si      |
| device-height       | length                        | si      |
| device-width        | length                        | si      |
| grid                | integer                       | no      |
| height              | length                        | si      |
| monochrome          | integer                       | si      |
| resolution          | resolution ("dpi" or "dpcm")  | si      |
| scan                | "progressive" or "interlaced" | no      |
| width               | length                        | si      |